# The Show Girl
The Show Girl és una pel·lícula muda de la Vitagraph dirigida per Van Dyke Brooke i protagonitzada per Maurice Costello, Florence Turner i Helen Gardner. La pel·lícula, d’una bobina, es va estrenar el 19 de maig de 1911.

## Argument
Audrey, una actriu que fa de corista en un vodevil, és invitada amb algunes de les seves companyes a menjar en companyia d’un antic amic, el Dr. Renfrew. El doctor i Audrey parlen dels vells temps i renoven la seva amistat. Ella es pren seriosament les atencions del doctor i està molt contenta de les seves atencions. Cada nit ve a veure-la a l'espectacle aclamant-la i regalant-li roses amb cartes d’admiració. Un dia li envia un collaret de perles que demana que accepti per la vella amistat. El manager de la companyia, gelós del cas que Audrey fa al doctor, descobreix que aquest està casat i la convenç que retorni la carta del doctor a l’atenció de la seva esposa. L'endemà acudeix a la consulta quan la família és fora i li retreu el seu comportament envers ella. En aquell moment retorna l'esposa i ella es fa passar per una pacient que està sent visitada. L'esposa arriba amb les cartes del matí entre les quals hi ha la nota d’Audrey. Quan la llegeix es pensa que és el marit que l’ha enviada a ella i es posa molt contenta. Audrey, en veure com la seva dona l'estima, posa el collaret de perles d’amagat sobre la taula de l'escriptori i se’n va sense dir res per no portar la desgràcia a la família. Audrey retorna al teatre i plora de pena.

## Repartiment
- Maurice Costello (Dr. Renfrew)
- Helen Gardner (Audrey)
- Florence Turner (Mrs. Renfrew)
- Van Dyke Brooke (manager de la companyia)
- Kenneth Casey (filla)
- Adele DeGarde (filla)
- Lillian Walker (actriu)